# Lapačina
Lapačina je bilo prvobitno prezime roda Miloslavić i prema njemu se i danas jedan zaselak u Župi dubrovačkoj u mjestu Makošame zove Lapačine. 
Godine 1743. Ivan zbog nepoznatog razloga biježi iz Župe dubrovačke u Broce na poluotoku  Pelješcu. Do tad Lapačina je bilo prezime roda Miloslavić i u svim se povjesnim arhivima Dubrovačke Republike spominju kao Lapačina. Međutim, svi oni bili su poznati po nadimku Miloslavić, (od Miljka znanog Miloslav, vidi Miloslavić), i tako je sredinom 18. st. Miloslavić postalo glavno prezime roda, ali Ivan u Brocama i njegova obitelj zadržali su staro prezime.
Danas, iako autohtono Župsko, Lapačina je već dva i pol stoljeća udomaćeno prezime u Brocama na Pelješcu